# Argobuccinum tumidum
Argobuccinum tumidum là một loài ốc biển lớn, là động vật thân mềm chân bụng sống ở biển trong họ Ranellidae, họ ốc tù và.